# Konsmo
Konsmo (avec le village de Helle) et une localité norvégienne de la commune de  Lyngdal dans le comté d'Agder. 

## Histoire
En 1837, la réunion de Konsom, Vigmostad, Spangereid et Valle donne naissance à la commune d'Audnedal. 
En 1844, Konsmo et Vigmostad sont séparés pour former à eux deux la commune de Nord-Audnedal.
En 1911, Konsmo devient une commune à part entière.
En 1964, Konsmo, Grindheim et une petite partie de Bjelland sont réunis pour former la commune d'Audnedal.
Le 1er janvier 2020, la commune d'Audnedal a été intégrée à la commune de Lyngdal.

## Helle
Le petit village de Helle est situé un kilomètre au nord de Konsmo. En 2012, il comptait 273 habitants pour une surface de 0.44km².

## Les enfants de Konsmo
D'environ 1830 à 1910, Konsmo était le point de départ de nombreux enfants des hameaux alentour pour partir travailler dans les fermes de l'est (Kristiansand, Birkenes, Tveit, Landvik). Les enfants devaient faire de 20 à 35 km à pieds dans des sentiers alors que loups et ours étaient nombreux. Si certains enfants ont été bien traités, d'autres  par contre ont été traités comme de véritables esclaves. 
Une sculpture a été érigée dans le village  pour commémorer ces périodes difficiles où les enfants travaillaient en Norvège.
Le film Yohan – Barnevandrer, sorti en 2010 traite du sujet.